# SN 1955I
SN 1955I – supernowa odkryta 17 maja 1955 roku w galaktyce A141130+0109. W momencie odkrycia miała maksymalną jasność 19,30m.